# Torero (film)
Torero (titlul original: în spaniolă Torero) este un film documentar mexican din 1956, regizat de Carlos Velo bazat pe evenimente din viața reală a toreadorului mexican Luis Procuna.
În iulie 1994, filmul a fost inclus în lista stabilită de revista Somos cu cele mai bune 100 de filme mexicane din toate timpurile.

## Rezumat
Luis Procuna este un mare matador mexican. A ajuns la vârsta când își dorește să se pensioneze și să trăiască în pace alături de soția sa. Dar publicul îi cere să se întoarcă în arenă. În drum spre arena de luptă, toreadorul își amintește de momente trecute din viață și își recunoaște teama de moarte.

## Distribuție
- Luis Procuna – el însuși
- Consuelo Procuna – ea însăși
- Ángel Procuna
- Antonio Sevilia
- José Farjat
- Arturo Fregoso
- Ponciano Díaz
- Paco Malgesto
- Manolete – el însuși (toreador)
- Carlos Arruza – el însuși
- Luis Briones – el însuși
- Manuel Dos Santos – el însuși
- Luís Castro – el însuși (ca El Soldado)
- Lorenzo Garza – el însuși (toreador)
- José Laurentino López Rodriguez – Novillero Joselillo
- Dolores del Río – un oaspete
- Miroslava – ea  însăși
- Alfonso Ramírez Calesero – el însuși (toreador)

## Lansare
După ce a fost prezentat la Festivalul de Film de la Veneția în 1956, filmul a fost lansat în cinematografele mexicane la 9 mai 1957.

## Premii și nominalizări
- 1957 – Festivalul de Film de la Veneția
  - mențiune specială din partea juriului
- 1968 Premiile Oscar
  - nominalizare la Cel mai bun film documentar